# Institución Educativa Emblemática Pedro A. Labarthe
El Colegio Nacional Pedro A. Labarthe fue fundado en 1940. Tiene su sede en el distrito de La Victoria, en la ciudad de Lima, capital del Perú. Actualmente es considerado como una Institución Educativa Emblemática.

## Historia

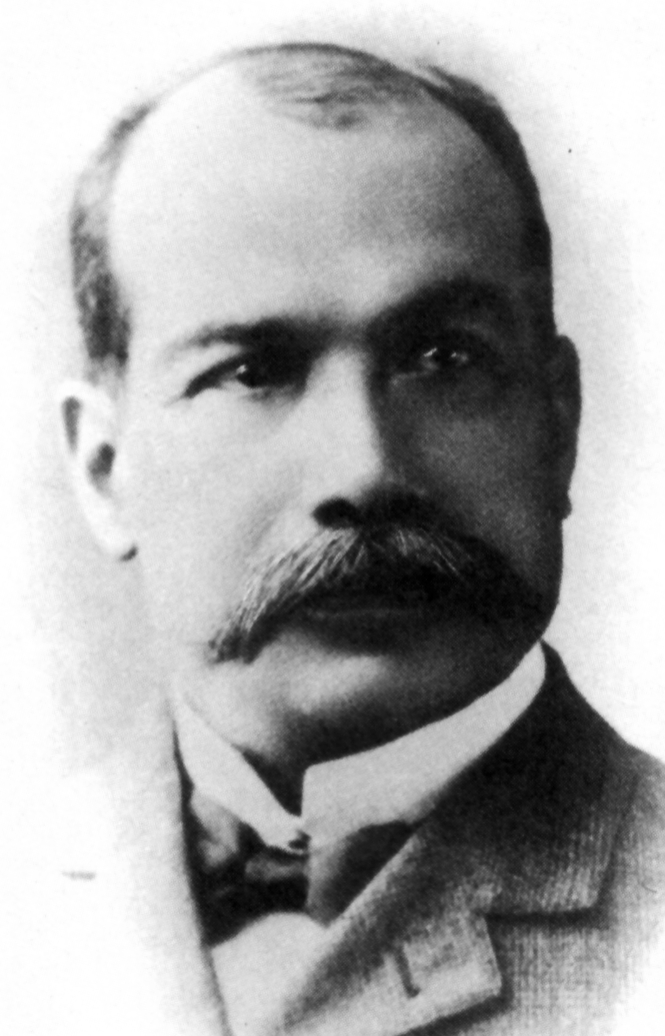
Pedro A. Labarthe (1855-1905), ilustre pedagogo limeño.

El colegio fue fundado por Decreto Supremo N.º 1640  del 16 de septiembre de 1940,  refrendado por el presidente Manuel Prado Ugarteche y por su Ministro de Educación Pedro M. Oliveira. Fue bautizado con el nombre de un ilustre educador limeño, Pedro Adolfo Labarthe Effio (1855-1905).
Durante el gobierno del general Manuel A. Odría se dispuso que el Colegio Labarthe formase parte de la Gran Unidad Escolar Pablo Cánepa, en el marco del vasto plan de dicho gobierno (conocido después como el Ochenio) a favor de la ampliación e implementación de diversos centros educativos en toda la República. Los trabajos de construcción de la mencionada Gran Unidad Escolar (GUE), se iniciaron en 1952, en los terrenos del Fundo del Pino de la Sociedad Agrícola, donado por los señores Cánepa, cerca a las faldas del Cerro El Pino. El 26 de octubre de 1953 se inauguró la estructura. Por Ley N.º 12810 de 20 de febrero de 1957, firmada por el presidente Manuel Prado (ya en su segundo gobierno) y su Ministro de Educación Jorge Basadre Grohmann, se modificó el nombre de GUE Pablo Cánepa por el de GUE Pedro A. Labarthe.
Durante el segundo gobierno del presidente Alan García, fue incluido en el Programa Nacional de Recuperación de las Instituciones Públicas Educativas Emblemáticas y Centenarias (2009), destinado a modernizar y reforzar su infraestructura. La estructura remodelada fue inaugurada el 7 de abril de 2011, en una ceremonia que contó con la presencia de presidente Alan García y del ministro de Educación, Víctor Raúl Díaz Chávez, así como de los docentes, alumnos y padres de familia del plantel.

## Directores
- Neptalí Zavala del Valle (primer director).
- Enrique Lizárraga Escalante (1949)
- Juan F. Franco (1950)
- Lic. Miguel Santa Cruz Samame (1990-1995)
- Lic. Carlos Cornejo Irrazabal (1995-1997)
- Lic. Gerardo Pardave Saavedra (1998-1999)
- Lic. Eugenio Wu Morales (2000-2007)
- Lic. Angélica Oti Díaz (2008)
- Lic. Máximo Rodríguez Mendoza (2009)
- Lic. Víctor Pinedo Lujan (2010-2011)
- Lic. Lizandro Quispe Vizcarra (2012)
- Lic. Juan Luis Aldoradin Raymundo (2013- 2014)
- Mag. Marina del Carmen Mejía Molina (2015)
- Mag. Maribel Antonia Sánchez Vargas (2015-2016)
- Mag. Marina del Carme Mejía Molina (2016-2018)
- Mag. Teodoro Ramírez Calixto (2019-2023)
- Mag. Juan Luis Aldoradin Raymundo (2023)
- Mg. Alfredo Romero Aparco (2024-?)

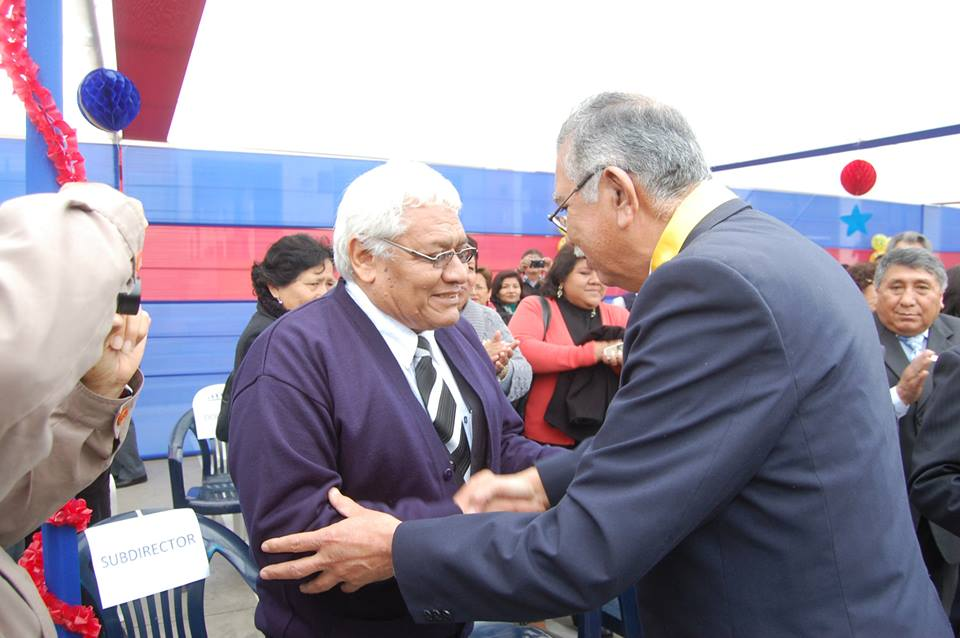
Irrazabal 1995-1997
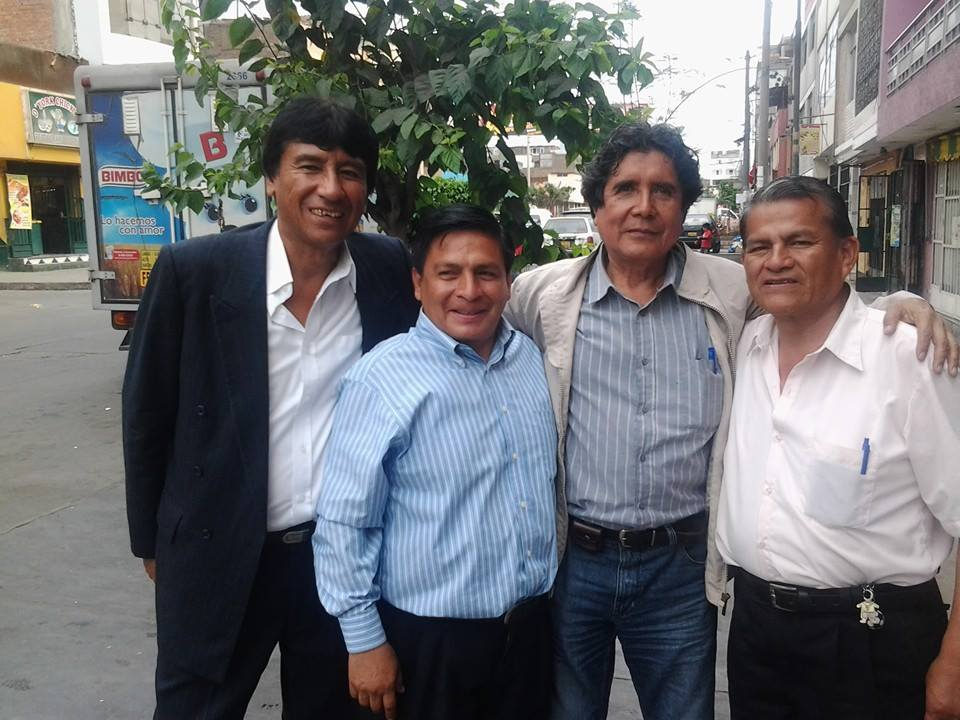
Morales 2000-2007
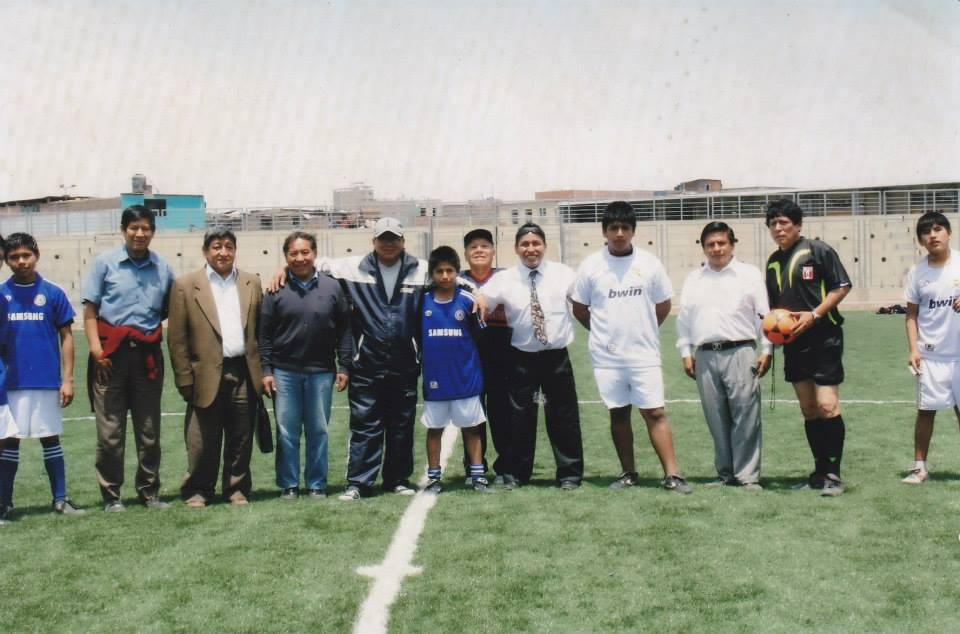
Mendoza 2009
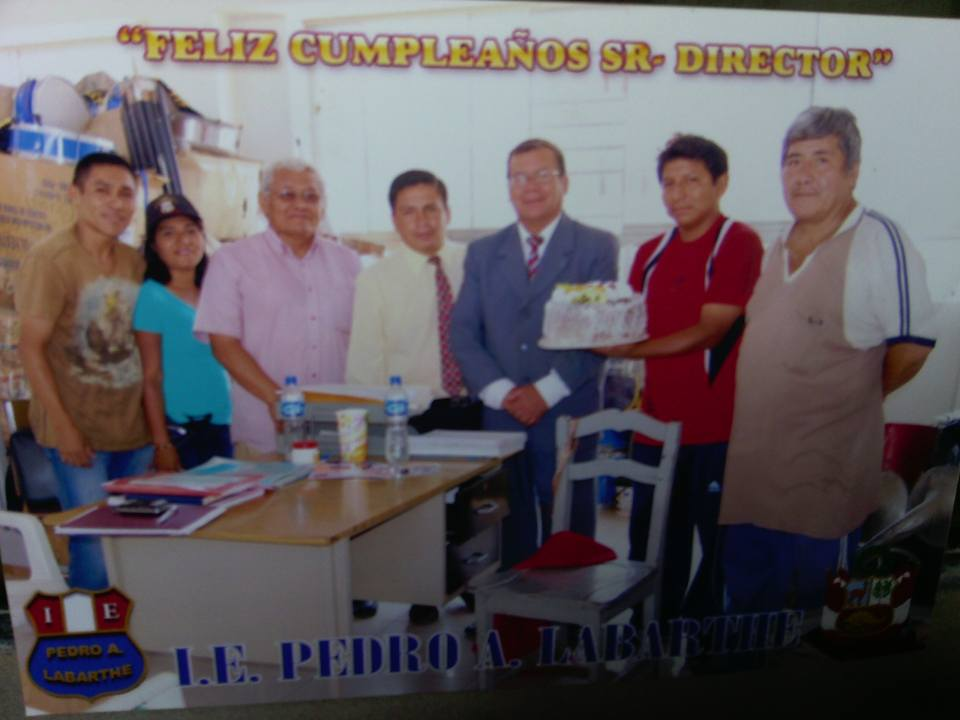
Lujan 2010-2011
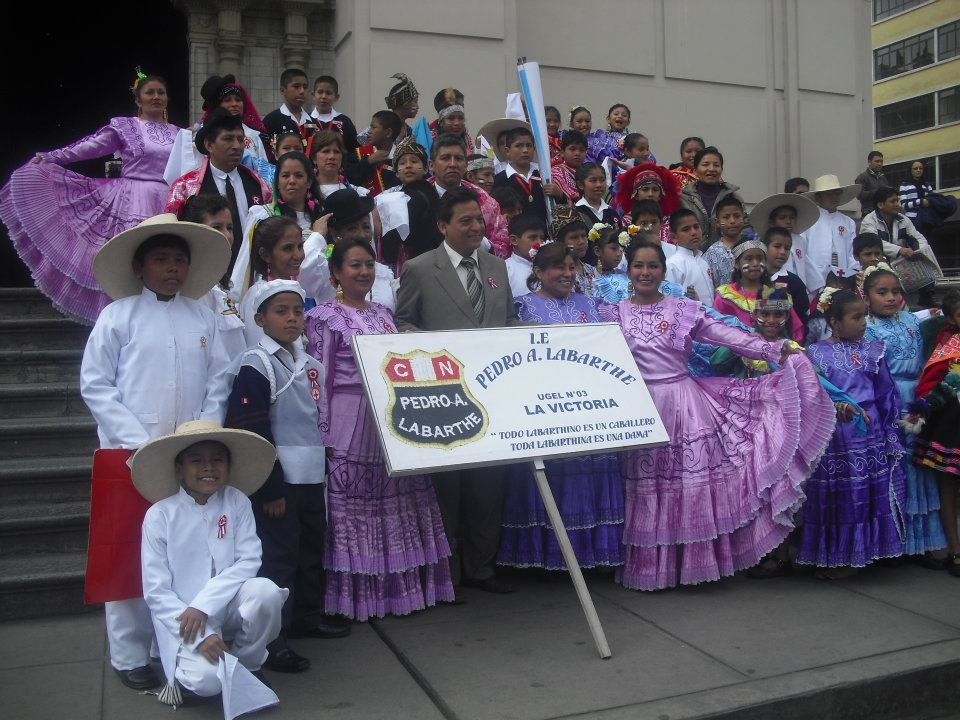
Viscara 2012
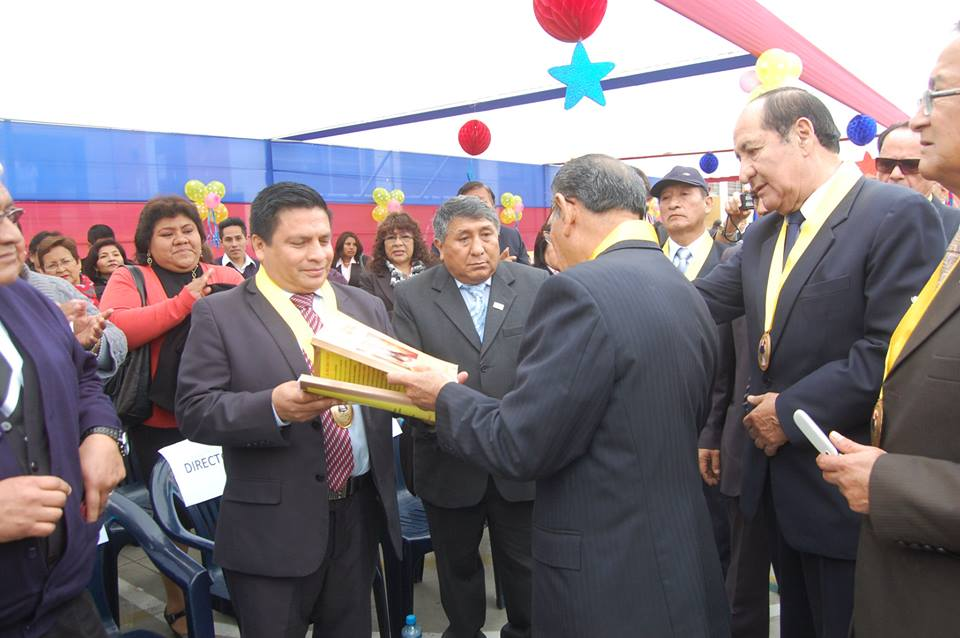
Aldoradin 2013-2014